# 아이홉
아이홉(IHOP, The International House of Pancakes)은 아침 식사에 특화된 미국의 식당 체인점이다. 아침으로 팬케이크, 와플, 프렌치 토스트, 오믈렛과 같은 음식을 팔며, 점심과 저녁에도 문을 연다.
북아메리카, 남아메리카, 중동, 동남아시아, 오세아니아에도 지점이 있으며, 그 수는 1650 개에 이른다.
본사는 캘리포니아주 글렌데일에 위치해 있다.

## 역사
1958년 7월 7일 로스앤젤레스에서 첫 문을 열었다. 2007년 식당 연쇄점 애플비스를 인수하였다.

## 사진

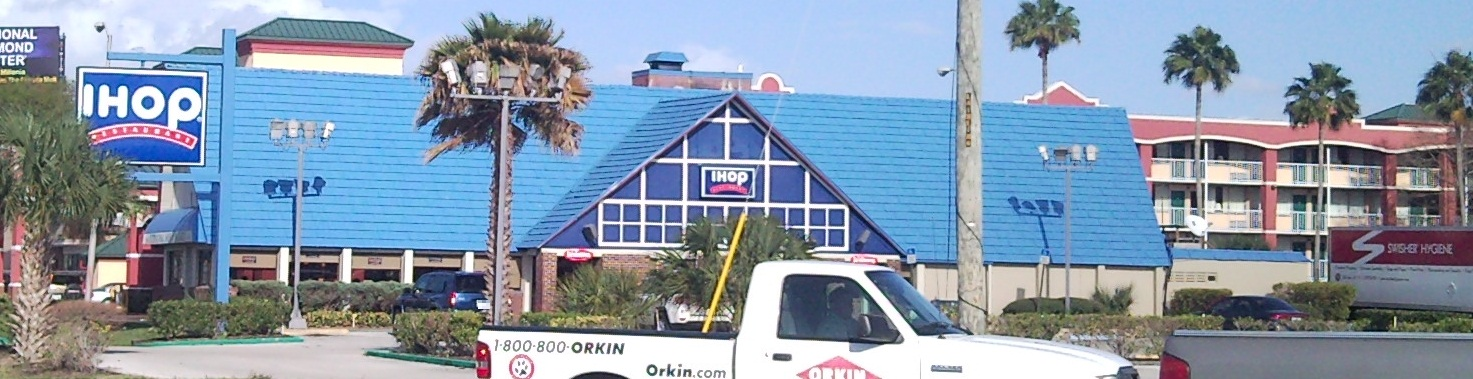
오래된 스타일의 플로리다주 올랜도 아이홉의 한 지점
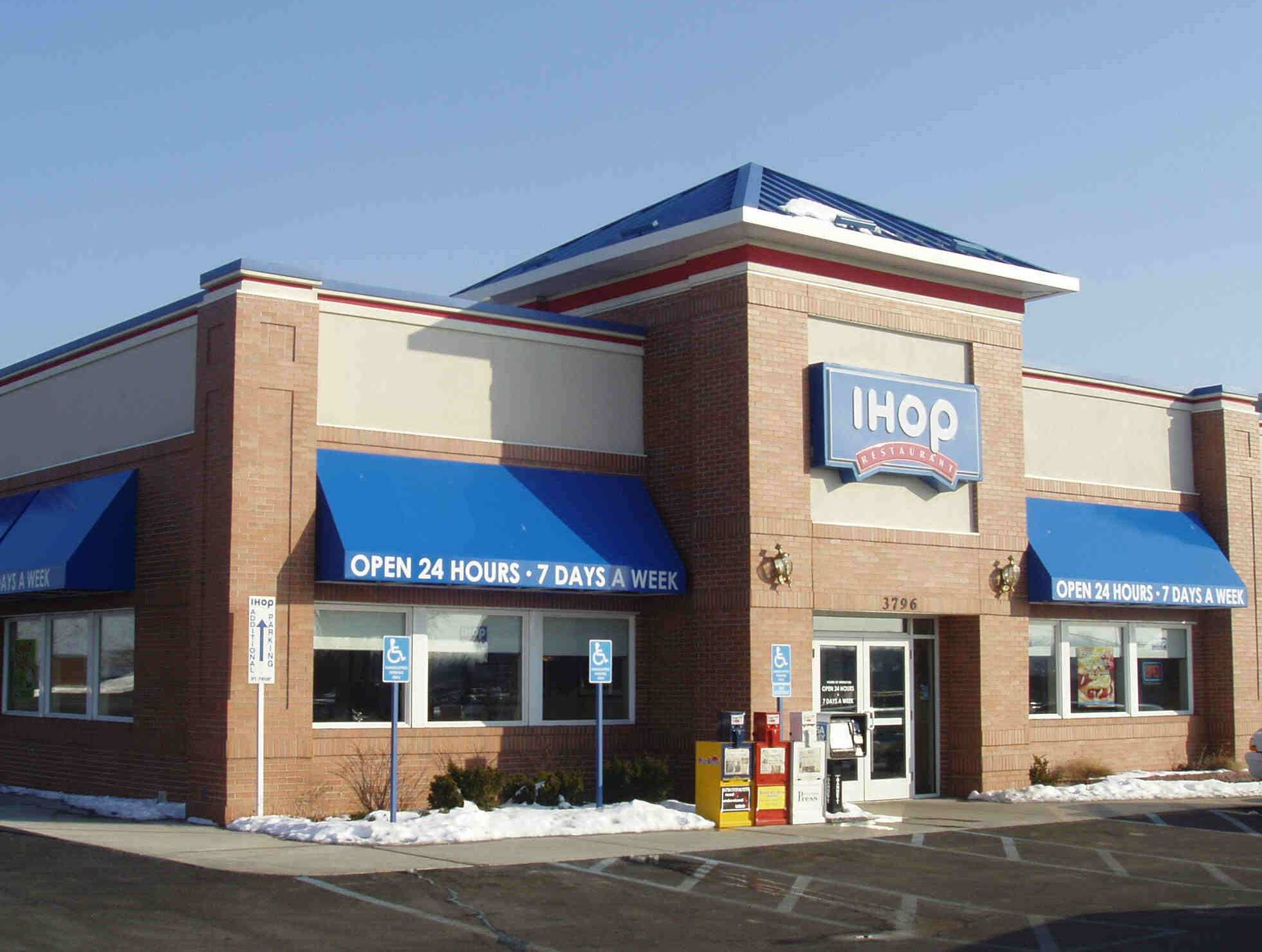
뉴욕주에 있는 아이홉 지점

## 같이 보기
- 데니스 (기업)
- 오리지널 팬케이크 하우스